# Ліпувка (Підляське воєводство)
Ліпувка (пол. Lipówka) — село в Польщі, у гміні Рачки Сувальського повіту Підляського воєводства.
Населення — 141 особа (2011).
У 1975-1998 роках село належало до Сувальського воєводства.

## Демографія
Демографічна структура станом на 31 березня 2011 року:
|          | Загалом | Допрацездатний вік | Працездатний вік | Постпрацездатний вік |
| -------- | ------- | ------------------ | ---------------- | -------------------- |
| Чоловіки | 72      | 15                 | 50               | 7                    |
| Жінки    | 69      | 12                 | 39               | 18                   |
| Разом    | 141     | 27                 | 89               | 25                   |